# Eurocup
Eurocup (av arrangörerna skrivet EuroCup) är en e-sportturnering som sedan år 2000 anordnas två gånger per år av E-sportcommunityn Clanbase. Turneringen spelas online mellan de olika klanerna som anmäler sig till de diverse spelen och vissa år avslutas allt med matcher på ett LAN som traditionellt hålls Nederländerna, men i september 2006 hölls i Danmark. Första gången turneringen gick (våren 2000) spelades endast Quake 3 Arena, men nya spel tillkommer ständigt och gamla spel byts ut när nyare versioner fått tillräckligt med popularitet och redan hösten 2000 anordnades det även en Counter-Strike turnering.